# 林利玄
林 利玄（はやし りげん、永禄8年(1565年) - 不詳）は、囲碁の棋士で、家元林家の元祖とされる。本因坊算砂 と多くの対局があったライバル的存在。日蓮宗本能寺の僧侶であり、利玄坊と称されていた。利玄の弟子の林門入斎没後に、安井算知が弟子に二世林門入として家督を継がせたのが林家となった。このため林利玄と記されるが、利玄が林姓を名乗っていたかは不明。

## 経歴
堺の生まれ。詳細は不詳だが、本能寺の僧（『舜旧記』）、算砂の6歳年少（『当代記』）と記されている。天正10年(1582年)6月1日、織田信長御前で日海（算砂）と対局して三劫が生じ、この夜に本能寺の変が起きたと伝えられるが、この時の棋譜とされるものがその日のものかは疑問が持たれている。
天正16年(1588年)に豊臣秀吉が催した御前試合に算砂、鹿塩などと参加し、勝ち抜きした算砂に定先と定められた。文禄元年(1592年)に広野了頓（江戸亜相）の許を細川幽斎、大橋宗桂らと訪れている（『言経卿記』）。慶長2年(1596年)の南禅寺での碁会、翌年の神龍院の碁会、徳川家康が伏見城で催した碁会などには、算砂とともに招かれ、その翌年には北野社で三子置かせての対局も記録されている。慶長8年(1603年)には禁中に召されて算砂と2局を打ち、ジゴ、3目勝ち、となり、中村道碩、仙角とともに巻物を賜わった。慶長11年(1606年)に江戸で伊達政宗が家康を招いた際は、算砂、道碩、宗桂らと同道。慶長12年(1607年)には大坂城において豊臣秀頼御前で算砂と対局。
慶長17年(1612年)に碁打衆、将棋衆8人に俸禄が与えられた際には、算砂、宗桂と同じ50石5人扶持を受ける。算砂とは生涯に374局を打ち、算砂39局勝ち越しとされている。また利玄の手合は算砂に半子、道碩に同じとも評されており（『当代記』1607年）、互先でも好勝負の棋力であったと見られる。

## 注
1. ↑  林元美『爛柯堂棋話』
2. ↑  平本弥星『囲碁の知・入門編』
3. ↑  この時の記録に「鹿塩利玄」とあることから鹿塩が姓と見なされていたが、鹿塩と利玄は別人というのが近年の説（平本弥星『囲碁の知・入門編』）